# 斯托夫皮
50°24′50″N 27°23′14″E / 50.41389°N 27.38722°E
斯托夫皮（烏克蘭語：Стовпи），是烏克蘭北部的村莊，隸屬日托米爾州的茲維亞赫爾區。該村面積1平方公里，海拔高度224米，2001年人口179，人口密度每平方公里179人。